# Добросав Миленковић
Добросав Ј. Миленковић (Стењевац, 24. август 1874 — Београд, 15. март 1973) био је дивизијски генерал ЈВ и генерал-потпуковник ЈНА. У Балканским ратовима био је командант батаљона. У Првом светском рату био је командант 19. пука у војсци Краљевине Србије. За време Другог светског рата 1944. ступио је у НОВЈ.